# 藝術之旅-西班牙
《藝術之旅-西班牙》（英語：Art of Spain）是一套於2008年1月31日首播的英國廣播公司第四台3集紀錄片，由英國藝術史學家安德魯·格雷厄姆-迪克遜主持介紹西班牙藝術。

## 集數列表
| #                                                                      | 分集標題          | 首播          |
| ---------------------------------------------------------------------- | ----------------- | ------------- |
| 1                                                                      | 壯麗奪目的南部 () | 2008年1月31日 |
| 講述公元711年至1492年西班牙南部的穆斯林藝術和基督教藝術。              |                   |               |
| 2                                                                      | 灰暗的中部 (The Dark Heart)     | 2008年2月7日  |
| 16世紀和17世紀的西班牙藝術。                                           |                   |               |
| 3                                                                      | 神秘的北部 (The Mystical North)     | 2008年2月14日 |
| 聚焦於西班牙北部的藝術，從哥雅到畢卡索，再到當代藝術以及對未來的展望。 |                   |               |

## DVD
《藝術之旅-西班牙》的英國2區DVD發行於2010年11月29日；香港版DVD由香港得利影視於2012年7月19日發行；臺灣版DVD由臺灣得利影視發行於2012年8月3日；中國版DVD由泰盛文化於2012年11月30日發行。

## 反響
雜誌的羅茜·傑克森評論道：「這套紀錄片讓人們在免受嘈雜的遊客和炎熱氣候的干擾下一睹西班牙藝術的精華部份」，這套節目「無疑是一場視覺盛宴，低調卻精美」。
英國《每日電訊報》的賽琳娜·戴維斯說：「安德魯·格雷厄姆-迪克遜是一位很棒的主持人和介紹家，在他精妙有趣的講解下，即使人們最為熟悉的阿蘭布拉宮藝術也令人耳目一新。」

## 外部連結
- 互联网电影数据库（IMDb）上《藝術之旅-西班牙》的资料（英文）